# Dr. Morton
Dr. Morton war eine Heftromanserie des Anne-Erber-Verlages. 1974 und 1975 erschienen 54 Bände, von denen etliche indiziert wurden. Seit Februar 2017 erscheinen die Bände monatlich in einer Neuauflage.

## Geschichte
In der Dr. Morton Gruselromanserie stand ein „Verrückter Wissenschaftler“ im Mittelpunkt, der an seinen Opfern medizinische Experimente durchführt. Hierbei blieb stets der „Böse“ siegreich und setzte seine Taten im Folgeband fort. Die erschien zunächst 14-täglich, ab Band 23 wöchentlich. Daneben erschienen 3 Großbände. Autoren unter dem Gruppenpseudonym John Ball waren u. a. Rainer Maria Schröder und Sven Ove Kassau. Die Reihe entwickelte sich zu einer auflagenstarken Heftroman-Serie im Horrorbereich.
Die Bundesprüfstelle für jugendgefährdende Schriften setzte jedoch 20 Bände  auf den Index. Die letzten Nummern wurden in den Gewaltdarstellungen entschärft, was eine Dauerindizierung und damit die Einstellung der Serie aber nicht verhindern konnte. 
Schließlich wurde die Reihe mit dem Titel Der Lord in einer weniger gewalttätigen Variante fortgesetzt. Diese war allerdings weniger erfolgreich und brachte es nur auf 38 Ausgaben. Es gab noch weitere Versuche, die erfolgsträchtige Figur mit im Hinblick auf den Jugendschutz entschärften Romanen am Leben zu erhalten. Dazu gehörten nach Ablauf der Dauerindizierung Dr. Morton Großbände, das Dr. Morton Kriminal-Magazin und Taschenbücher. All diese Publikationen waren aber nur kurzlebig und konnten sich kommerziell nicht durchsetzen. Der Grund war vermutlich, dass auf die konsequente Härte und den schonungslosen Zynismus der alten Titel verzichtet werden musste.
Seit Februar 2017 erscheinen die Bände monatlich in einer Neuauflage im Erber+Luther Verlag, einschließlich der vormals indizierten Romane, die nach Ablauf der Frist von 25 Jahren automatisch vom Index gestrichen wurden.
Seit Februar 2020 erscheint parallel zu den Veröffentlichungen der Originalromane eine mit Band 55 beginnende Fortsetzung bisher unveröffentlichter Romane. Diese wurden bereits in den 1970ern geschrieben, erschienen aber wegen der Indizierung nicht mehr. Zusätzlich werden noch die nicht in der Originalserie erschienenen Geschichten aus den Serien Dr. Morton Großband, Dr. Morton Kriminal Magazin international, Kriminal Magazin international, Erstes deutsches Kriminal Magazin international und Erber Taschenbuch chronologisch einsortiert. Auch werden in verschiedenen Abständen neu geschriebene Romane eingemischt, welche den Zusatz Wie alles begann tragen, diese spielen vor der Hauptserie und erzählen von den Anfängen Mortons und Grimsbys.
Ab März 2022 wird mit Band 80 die Serie Der Lord innerhalb der Dr. Morton-Reihe neu aufgelegt und chronologisch in die Dr. Morton Geschichten einsortiert. Die Reihe wird um neue Romane ergänzt, um die Geschichten mit denen von Dr. Morton zu verknüpfen.
Seit April 2023 wird Dr. Morton von Fritzi Records monatlich als Hörbuch unter dem Titel: "Dr. Morton - Ein spannender Gruselkrimi CLASSIC" veröffentlicht. Es handelt sich um ungekürzte und unzensierte Lesungen, jedes Romanheft wird in 2 Folgen aufgeteilt. Zusätzlich erscheint eine Hörbuchreihe mit neuen Kurzgeschichten unter dem Titel "Dr. Morton - Ein spannender Gruselkrimi EXTRA", die bisher noch nicht in gedruckter Form erschienen sind. Der Anfang macht die Geschichte "Grimsbys Blutspur". Als Hörbuchsprecher wird John Ball angegeben, dasselbe Pseudonym, welches für die Autoren der Romane genutzt wird. Beide Reihen erscheinen bisher nur digital.

## Romanhefte in chronologischer Reihenfolge mit Titel
1. Blaues Blut
2. Das ist Ihr Sarg, Sir
3. Bad in HCL
4. Biedermann und Rauschgifthändler
5. Mr. Gregory kann nicht sterben
6. Dr. Morton empfiehlt Selbstmord
7. Mortons totale Operation
8. Sir Henry, der Dritte im Bund
9. Ein Gangster killt den andern
10. Sein erster Mord
11. Gehirnoperation
12. Ein Selbstmord kommt selten allein
13. Dr. Morton geht ins Zuchthaus
14. Blutige Mahlzeit
15. Grausame Grüße
16. Tod für Norfolk
17. Projekt Haifisch
18. Gefährliche Spiele
19. Der Monster-Macher
20. Sir Henry und sein Feind
21. Auf Grimsby kann man sich verlassen
22. Der Gierige
23. Kopftransplantation
24. Einmal Hirn tiefgekühlt
25. Ein Diktator wird zerlegt
26. Seltsame Partner
27. Ist das Dr. Morton?
28. Ein Friedhof bei Brighton
29. Glenn Morton steht in Flammen
30. Es lebe der Champion
31. Die Katze lässt das Morden nicht
32. Grimsbys schwarze Spinne
33. Ein Killer für Madame
34. Der Irre von Colchester
35. Schrumpf dich jung, Dr. Morton!
36. Die tödlichen Ratten
37. Zwei Mumien im Keller
38. Der indische Seiltrick
39. Der singende Mörder
40. Das Nervenserum
41. Rollende Köpfe
42. Die Attentäter
43. Dr. Mortons willenlose Telepathen
44. Morton gegen Computer
45. Ohne Haut - Doppelt nackt
46. Lord Millbrook
47. Zwölf Menschen frisst der Krebs
48. Schlachtfest für Demeter
49. Unternehmen Rosebud
50. Morton contra Präsident
51. Blutiger Einsatz
52. Grimsbys Mörderbande
53. Ronalds schnelles Leben
54. Tödliches Vergnügen
55. Verheerende Strahlen (Fortsetzung der Serie ab dem 29.02.2020)[4]
56. Der Schlächter vom Hyde Park (Wie alles begann #1)
57. Ein Panther in London
58. Bis zum bitteren Ende (Kriminal Magazin international vol. 1 #7)
59. Sklaven für Lady Goodefrood
60. Lord Morton lässt das Monstrum los
61. Entführt und Erpresst (Wie alles begann #2)
62. Ein Weekend in Aberlane
63. Frisches Hirn für Dr. Morton (Dr. Morton Großband #1)
64. Lebendig eingemauert und entsorgt (Wie alles begann #3)
65. Das Loch im Vorhang
66. Grimsby in der Falle
67. Unternehmen Massengrab London
68. Dr. Mortons Totentanz (Wie alles begann #4)
69. Testfressen für Feinschmecker 1. Teil
70. Nur Tote schweigen ewig 2. Teil
71. Tödliche Bedrohung für Lord Morton
72. Der Killer aus der Kälte (Dr. Morton Kriminal Magazin international vol. 1 #1)
73. Morton gegen Kannibalen (Wie alles begann #5)
74. Drei Unzen Hirn (Erstes deutsches Kriminal Magazin international vol. 2 #2)
75. Dr. Morton schlägt zu
76. Drei Pfeile für Lord Morton (Dr. Morton Großband #3)
77. Blutige Nächte in London (Wie alles begann #6)
78. Dr. Morton jagt Dr. Minstoff (Erstes deutsches Kriminal Magazin international vol. 2 #7)
79. Sechs Leben für Kantorowicz
80. Das gespaltene ICH (Der Lord #1)
81. Frisches Blut für den Tower (Dr. Morton Kriminal Magazin international vol. 1 #2)
82. Comte Eduardo ohne Skrupel
83. Die lebenden Toten des Dr. Morton (Wie alles begann #7)
84. Die Raben (Der Lord #2)
85. Lady Patricias dunkle Machenschaften
86. Gift für die Königin (Dr. Morton Kriminal Magazin international vol. 1 #3)
87. Projekt Menschenaffe (Wie alles begann #8)
88. Phantomjagd durch Europa (Der Lord #3)
89. Der Irre von Schloss Morley (Dr. Morton Großband #2)
90. Scotland Yard jagt Grimsby
91. Tochter zweier Mütter (Kriminal Magazin international vol. 1 #6)
92. Leichen am Strand (Der Lord #4)
93. Grabgesang (Wie alles begann #9)
94. Erst geköpft, dann verhört
95. Die Überlegenen (Erstes deutsches Kriminal Magazin international vol. 1 #9)
96. A la Robin Hood (Der Lord #5)
97. Der Unhold aus dem Rif
98. Tote schweigen still (Kriminal Magazin international vol. 1 #8)
99. Dr. Morton jagt die Vampire von London (Wie alles begann #10)
100. Sir Henry kommt ins Schleudern
101. Aber Miss M. kam oben ohne (Der Lord #6)
102. Feuerhölle London (Kriminal Magazin international vol. 1 #5)
103. Auf Messers Schneide (Wie alles begann #11)
104. Terror in den Highlands (der nicht erschienene Dr. Morton Großband #4)
105. Zwei Männer aus Stein (Der Lord #7)
106. Die Rechnung kommt von Scotland Yard (Erber Taschenbuch #33)
107. Aus Alt mach Jung (Wie alles begann #12)
108. Dr. Mortons gefährlichstes Experiment
109. Mord im Akkord (Der Lord #8)
110. Der Achtarmige Tod (Erber Taschenbuch #42)
111. Die blutende Lilie (Der Lord #9)
112. Der Räuber trug den Tod im Leib (Erstes deutsches Kriminal Magazin international vol. 2 #8)
113. Dr. Morton macht Tote lebendig
114. Der König rief (Der Lord #10)
115. Tod aus der Dose (Kriminal-Magazin international vol. 1 #4)
116. Grimsby gegen die Stasi (Wie alles begann #13)
117. Schreie in der Nacht (Der Lord #11)
118. Tod im Hippodrome (Erstes deutsches Kriminal Magazin international vol. 2 #4)
119. Nichts als Heroin
120. Ein Köder für den Boss (Der Lord #12)
121. Feuerteufel (Erstes deutsches Kriminal Magazin international vol. 2 #6)
122. Dr. Morton hinter dem Eisernen Vorhang (Wie alles begann #14)
123. Der blutige Schatten (Der Lord #13)
124. Der Keller der tausend Schrecken (Erstes deutsches Kriminal Magazin international vol. 2 #3)
125. Tödliche Experimente in den Highlands (Der Lord Großband #1)
126. Höllenfahrt in Ostberlin (Wie alles begann #15)
127. Nachts, wenn der Panther kommt (Der Lord Großband #2)
128. Tod als Handelsware (Erstes deutsches Kriminal Magazin international vol. 2 #1)
129. Grimsby auf Abwegen
130. Das Monstrum von Caister (Der Lord #14)
131. Die Linie der 7 Ringe (Dr. Morton Kriminal Magazin international vol 1 #1-3)
132. Dr. Morton und die Frauen ohne Furcht (Wie alles begann #16)
133. Friss, Pflanze, oder stirb (Der Lord #15)
134. Vaultier und sein alter Feind
135. Terror aus dem Kosmos (Der Lord #16)
136. Die grausame Kathy - die neue im Team
137. Eiskalt aus Fleisch und Blut (Der Lord #17)

## Hörbücher

### Dr. Morton - Ein spannender Gruselkrimi CLASSIC
1. Blaues Blut 1. Teil
2. Blaues Blut 2. Teil
3. Das ist ihr Sarg, Sir 1. Teil
4. Das ist ihr Sarg, Sir 2. Teil
5. Bad in HCL 1. Teil
6. Bad in HCL 2. Teil
7. Biedermann und Rauschgifthändler 1. Teil
8. Biedermann und Rauschgifthändler 2. Teil
9. Mr. Gregory kann nicht sterben 1. Teil
10. Mr. Gregory kann nicht sterben 2. Teil
11. Dr. Morton empfiehlt Selbstmord 1. Teil
12. Dr. Morton empfiehlt Selbstmord 2. Teil
13. Mortons totale Operation 1. Teil
14. Mortons totale Operation 2. Teil
15. Sir Henry, der Dritte im Bund 1. Teil
16. Sir Henry, der Dritte im Bund 2. Teil

### Dr. Morton - Ein spannender Gruselkrimi EXTRA
1. Grimsbys Blutspur